# Gabriela Spanic
Gabriela Elena Spanic Utrera (Ortiz, 10 de dezembro de 1973) é uma atriz, cantora, compositora, apresentadora, empresária, escritora e modelo venezuelana. É reconhecida pelos seus diversos trabalhos no México e nos Estados Unidos. Seu papel mais conhecido mundialmente foi o das gêmeas idênticas Paola Bracho e Paulina Martins, na novela mexicana La Usurpadora, em 1998. Também ganhou notoriedade ao interpretar Ivana Dorantes na telenovela Soy tu Dueña e Fernanda em Si nos Dejan. 

## Biografia
Nascida e criada em Ortiz, na Venezuela, seu pai, Casimiro Spanic, é venezuelano e filho de croatas. Ainda criança ele voltou a viver no país de seus pais. Em 1947 emigrou junto com eles da Croácia de volta para a Venezuela. Sua mãe se chama Norma Utrera e é venezuelana, de ascendência espanhola. Gabriela tem uma irmã gêmea idêntica, chamada Daniela Spanic. Seu irmão do meio é Antônio e a mais jovem se chama Patrícia.
A atriz estudou teatro no Centro de Investigação Teatral Luz Columba com o renomado professor Nelson Ortega. Gabriela fez curso superior, e cursou o 1º e 2º semestre de Psicopedagogia na Universidade Aberta de Caracas.

### 1990–1998:Miss VenezuelaeLa Usurpadora
Fazendo cursos de teatro, começou a atuar na TV em comerciais e em papéis de figurante. Em 1992, com 18 anos, Gabriela participou do concurso de Miss Venezuela Internacional representando o Estado de Guárico, aonde ganhou o título de "Melhor Corpo". Sua carreira de atriz começou na Venezuela, onde atuou pela primeira vez em Mundo de Fieras, em 1991. Seu primeiro papel importante na Venezuela foi a vilã Linda Prado em Morena Clara. Sua primeira novela como protagonista foi Gilda em Como tu ninguna e Emiliana em Quirpa de Tres Mujeres. Depois de alguns trabalhos no país, mudou-se para o México, onde, em 1998, protagonizou La Usurpadora e despontou no papel de Paola e Paulina e afirma ser a sua melhor novela, na rede de TV mexicana Televisa, junto de Fernando Colunga. O sucesso foi tamanho que a novela bateu recordes de público, sendo exibida em 120 países e traduzida em mais de 25 idiomas. Esta foi a primeira novela de Gabriela transmitida no Brasil pelo canal aberto SBT e obteve um estrondoso sucesso, alcançando a marca de 19 pontos na audiência.
Gabriela visitou o Brasil no período em que a novela estava sendo apresentada pela primeira vez no SBT. Ela participou de vários programas da emissora, como o Domingo Legal, Hebe, Em Nome do Amor, Programa do Ratinho e De Frente com Gabi e gravou um comercial para o Baú da Felicidade, além também, de fazer chamadas para a estreia da novela O Privilégio de Amar, que sucederia A Usurpadora. A novela foi reprisada em 2000, 2005, 2007, 2012, 2015 e em 2016.

### 1999–2006:La IntrusaeTotal
Em 1999 encara um novo estilo cênico na telenovela Por Tu Amor. Em 2001 grava La Intrusa ao lado dos atores mexicanos Arturo Peniche, com quem já atuou na novela A Usurpadora, e Sergio Sendel, fazendo agora o papel das gêmeas Virgínia e Vanessa. Um diferencial entre as primeiras gêmeas que interpretou e essas é que as duas se amavam e se respeitavam. Após mais alguns trabalhos no México, em 2003 foi para a Colômbia contratada pelo canal Telemundo para protagonizar a novela La venganza, ao lado de José Ángel Llamas. Interpretou Valentina Díaz, uma boxeadora que desconhece seu passado. A novela foi o marco de entrada da Telemundo no meio produtor de telenovelas e foi vendida para mais de 40 países. Ainda pelo canal Telemundo, Gabriela grava outra novela, como Guadalupe na novela Prisionera.
Em 2005 tornou-se empresária e lançou na Europa seu primeiro álbum, intitulado Gabriela Spanic: Total.
Em 2006, ainda contratada da Telemundo, Gaby protagonizou a novela Tierra de Pasiones, interpretando Valéria San Roman, a rica empresária do mundo dos vinhedos da Califórnia, de caráter forte e batalhador. Com esse papel, Gaby conquistou o prêmio FAMA 2006, da revista FAMA, CNN en Español e GM, na categoria de melhor atriz do ano nos Estados Unidos. Gaby foi eleita pelos como a atriz latina mais poderosa.

### 2007–2010: Pausa na carreira e regresso a Televisa
Entre um período entre 2007 e 2009 Gabriela Spanic meio que deu um tempo nas telenovelas por causa do filho, mas logo ao final de 2009 Gabriela voltou ao México, fazendo aumentar as especulações de que poderia voltar as telenovelas mexicanas após alguns anos de afastamento. Naquele mesmo ano, a emissora Televisa a chamou para participar da nova telenovela do productor Nicandro Díaz González, intitulada de Soy Tu Dueña. Se especulou muito que ela seria a protagonista ao lado de Fernando Colunga após 13 anos, para repetir o êxito de La Usurpadora, todavia, seu papel foi de antagonista.

### 2011–2015: Entrada na TV Azteca eBaila Si Puedes
Depois de ter terminado a telenovela Soy Tu Dueña que foi um êxito em todo mundo, Spanic se muda para a principal concorrente da famosa Televisa. A emissora TV Azteca lhe ofereceu um contrato onde ela poderia fazer parte do elenco estelar do canal, assim podendo fazer papéis de protagonista.
A primeira novela gravada no canal foi Emperatriz onde ela interpreta o papel principal, a novela se tornou a mais vendida do canal e uma das maiores audiências da casa. Em seguida a atriz gravou no inicio de 2012 um episódio para o Unitario "Heredadas" da emissora, no mesmo período participou como juíza no programa "Soy tú doble" deixando o programa depois da segunda emissão do mesmo.
Em 2012 protagonizou sua segunda novela no canal, La otra cara del Alma onde ela interpreta a malvada e ambiciosa protagonista.
No ano posterior debutou na televisão mexicana como apresentadora, no programa "Te Quiero México... Te quiero Limpio" que visava mostrar a cultura mexicana. Fez também uma breve participação na novela Siempre tuya Acapulco e nesse mesmo período lançou seu segundo álbum "En Carne Viva". Depois disso ela integrou o elenco de dança "Baila Si Puedes" da mesma emissora, e foi ao abandonar o programa na metade que teve seu contrato reincidindo.

### 2016–2019: Estreia no Teatro ePlenamente Gaby Spanic
Após deixar a TV Azteca, atuou na peça "Un Picasso", nesse mesmo período se fortificou como empresária lançando seu segundo perfume e linha de jóias. "Amor Total", seu terceiro CD intitulado Gaby Spanic Greatest Hits que contou com regravações de seus outros dois discos Gabriela Spanic 2005  e En Carne Viva.  Também lançou seu segundo livro intitulado "Mi Vida entre Recetas". Em meados de 2018, foi confirmada na série Casino MX, da Netflix  vivendo Roberta, a ladra do cassino, todavia por razões desconhecidas a mesma foi cancelada. Reviveu também Paola Bracho na campanha da Amazon intitulada "Los Pedidos de la Pasion", divulgando assim a chegada da mesma no México. No mesmo ano integra a peça "Divinas" juntamente com as atrizes Sonya Smith, Ana Patricia Rojo, Jessica Coch, Patrica Manterola, Alicia Machado, entre outras. Foi em 2019, que Spanic lançou seu calendário intitulado "Plenamente Gaby Spanic 2019". Participando ainda no mesmo ano de um Steker no Más Noche e na dinâmica ¿Quien es la máscara? no Teletón no México. Em seguida a atriz anuncia seu novo projeto teatral logo depois do fim das turnês da peça "Divinas", o projeto que se intitula Ay Por Favor! La usurpadora - Una Comedia de Telenovela, que teve suas apresentações suspensas devido a pandemia do coronavírus.

### 2020–presente: Retorno a Televisão
Depois de 6 anos afastada da televisão, em setembro de 2020, Gabriela é confirmada no reality show "Dancing with the Stars " da Hungria pelo Canal TV2 ao lado de Andrei Mangra, convertendo-se na primeira latina a participar do programa, encerrando como uma das finalistas no segundo lugar da disputa, tendo uma média geral de 34,3 pontos.
Após ficar afastada há mais de 7 anos das novelas e 11 anos da Televisa, regresa para viver Fedora na novela "Si nos Dejan", sendo a coprotagonista da trama, convertendo a novela como um sucesso mundial após sua aparição na trama.
Após o fim das gravações da novela, Spanic realiza uma participação na série "Está história me suena" vivendo Rosário no episódio "Te aprovechas de mí ", após sua breve participação na série, se integra ao reality show "La Casa de los Famosos" da rede americana Telemundo, regressando ao canal 14 anos depois de seu último projeto, sendo a 8° eliminada do programa, após isso no mesmo período regresa a Hungria para participar da 2ª edição do "Dancing with the Stars " pelo canal TV2, sendo confirmada ainda por sua assessoria a gravação de um filme, que no dia 04/12 /2021 foi revelado que se tratava do filme "La Usurpadora The Musical", sendo esse o debut da atriz em alguma produção dos cinemas.
Em Janeiro de 2022 foi confirmada na novela "Corazón Guerrero" como Elisa a protagonista madura da novela repetindo a parceria com Salvador Mejia na Televisa 24 anos depois de "La usurpadora". No mesmo período começou a divulgar e publicar a saga de livros ititulada "La Verdadera Usurpadora", contando com os títulos "Enigmas y Reflexiones", "Recomendaciones para la vida", "Vestigios de liberdad", "Juicio a Gabriela Spanic" e "No hay tiempo perdido".
No dia 11/08/ 2022 é confirmada no reality show "Secretos de Villanas" que irá ao ar a partir do dia 20 de Outubro pela plataforma de streaming latino CanelaTV onde 6 grandes atrizes, famosas por interpretarem antagonistas nas telenovelas do México e Estados Unidos se reúnem para passar férias, contarem seus segredos e mostrarem as mulheres que são por trás do estereótipo de vilãs.
No dia 15/08/2022 confirmou o início da Gravação de seu segundo filme "Amor en Navidad", desta vez ao contrário do que sucedeu com o "La Usurpadora The musical" que foi gravado no final de dezembro de 2021 cujo Spanic realizou apenas uma participação e o filme não chegou a ter uma data de estreia marcada, Gabriela vive a protagonista do filme e tem como seu par romântico Juan Soler, o filme está sendo produzido para a plataforma da Lifetime Latinoamérica. No mesmo período a grande estrela das novela da início a produção de conteúdo para a internet, lançando o seu quadro "Recetas" como um programa pela plataforma de vídeos YouTube , mostrando e cozinhando as receitas presentes dentro do seu livro "Mi Vida entre recetas".
Posteriormente em outubro do mesmo ano realiza uma participação no espetáculo "Monólogos de la Vagina" em Miami, havendo o aproveitamento de sua passagem por ali é convidada para ser apresentadora por uma semana no programa "Siéntase quien pueda" do canal Univision. Após o encerramento de sua passagem por Miami volta novamente a Hungria para integrar novamente o juri do reality "Dancing with The Stars", participando pelo terceiro ano seguido do programa e pela segunda vez como jurada.
No Início de 2023 Gaby Spanic confirma sua participação na segunda temporada da série "Amores que Engañan" da produtora Lifetime, e como aconteceu em outras ocasiões a série aborda a temática de unitário onde cada episódio trás uma história diferente. Em Março de 2023 a atriz oficializa sua volta a rede americana Telemundo, desta vez integrando o elenco de participantes da segunda temporada do Reality culinário "Top chef Vip", gravado na Colômbia em parceria com o canal e com a rede RCN, abandonando a competição, alegando favoritismo por parte da empresa a alguns participantes na competição. Nesse período anuncia a estreia nos cinemas latinos do filme "La Usurpadora The Musical" do qual Spanic realizou uma participação especial e foi gravado no final de 2021.Em meados de Agosto confirma sua presença na segunda temporada do Reality show "Secretos de Villanas", seguindo a mesma temática da primeira temporada, sendo exibido pelo app Canela TV. Em setembro do mesmo ano, inicia a divulgação da nova temporada do reality game produzido pela Telemundo e intitulado de "¿Qué Dicen los Famosos?", do qual foi gravado em meados do final de 2022 e contou com Gabriela em seu casting.
Em meados de Outubro é confirmada em "Vivir de Amor" como a antagonista Madura no novo folhetim que prepara Salvador Mejia, nesta ocasião seu personagem se intitula Monica Rivero, as gravações tiveram início em meados de Novembro e debutou no dia 29 de Janeiro de 2024 às 4:30 PM através do canal "Las Estrellas".
No inicio de 2024 é lançada a Segunda Temporada da serie "Primate" da Prime Vídeo onde Gabriela realizou uma participação Especial quando esteve na Colômbia para gravar o "Top Chef Vip".  Em meados de Março de 2024 confirma sua presença na Terceira Temporada de "Secretos De Villanas". Após o Encerramento das gravações do Reality Gaby Spanic anuncia uma nova colaboração com a Lifetime, protagonizando dois novos filmes Natalinos pertencentes a nova safra de Longa-metragem da franquia "Amor en Navidad" , ao lado de Cristian de La fuente com 'El Sabor de la Navidad' e Julian Gil com 'Una Navidad Complicada'.
Em meados de 2025 é confirmada na peça Teatral "Brujas ( Entre Mujeres)", da qual seguirá a dinamica de turnes, havendo revezamento de atrizes nos papéis principais. Nesta ocaisão, Gabriela interpretará uma prostituta. No ano de 2025, confirma o inicio de sua World tour, começando pelo Brasil, recorrendo vários estados com shows e convivência com seus fãs.

### Vida pessoal
Após quatro anos sem oficializar relacionamentos diante da imprensa, apenas focada no trabalho, conheceu em 2007 um empresário venezuelano chamado Neil Perez. O casal começou a namorar e poucos meses depois Gabriela descobriu estar grávida. Eles, então, decidiram morar juntos. O casal se mostrou unido e entusiasmado com a união em entrevistas para diversas revistas nos Estados Unidos, onde Gabriela dizia ter encontrado um verdadeiro "príncipe azul". Porém, segundo ela, os desentendimentos ocorreram devido às manipulações de amigos e familiares próximos a Neil, que o influenciavam negativamente contra ela, e que o fizeram acreditar que Gabriela tinha um caráter duvidoso, e o traía. Sendo assim, após vários atritos e crises violentas de ciúmes, a atriz o expulsou de sua casa em Miami. Ele voltou para seu país de origem e negou a paternidade do bebê, o que deixou a atriz muito abalada. Em 7 de julho de 2008, no Hospital Mont Sinai, em Miami, no sul da Flórida, nasceu de parto cesariana o menino Gabriel de Jesus Spanic, pesando 3,100 kg, e medindo 57 cm. Gabriela revelou em entrevistas que sua mãe foi quem lhe fez companhia na sala de parto, e que após tentar parto normal, e ficar 28 horas com fortes dores, desistiu de tentar, e optou pela cesárea, para evitar risco de vida ao seu filho.

## Polêmicas
Após a recuperação de Daniela e o nascimento de sua filha, a família Spanic acusa Ademar de proibi-los de vê-la, apelidando-o de "maçã da descórdia". O marido de Daniela não quer a aproximação das irmãs e já ameaçou sua cunhada com processos judiciais em razão das declarações da mesma à imprensa quanto a ele e sua esposa. Entretanto, em 2017 as irmãs se reencontraram e se reconciliaram dez anos depois da separação.
A segunda polêmica ocorreu em 19 de agosto de 2010 quando sua assistente pessoal, a argentina María Celeste Fernández Babio, foi presa no México sob a acusação de envenenar a atriz, sua mãe, seu filho e mais outras seis pessoas, durante quatro meses com cloreto de amônio. Todos os envenenados fizeram tratamento para desintoxicação e se estima que jamais serão 100% saudáveis novamente. A atriz teve complicações em razão do envenenamento e teve de ser internada às pressas em estado grave, durante as gravações da novela Soy tu dueña.
A batalha nos tribunais foi polêmica. Celeste ficou presa por poucos anos em razão do envenenamento, porém por intervenção da atriz mexicana Carmen Salinas, foi solta dando diversas declarações contra Gabriela.

## Filmografia
| Novelas e Séries                       | Novelas e Séries                                      | Novelas e Séries                                             | Novelas e Séries      | Novelas e Séries | Novelas e Séries | Novelas e Séries                                                          |
| Ano                                    | Título                                                | Papel                                                        | Formato               | Notas | País             | Produtora                                                                 |
| -------------------------------------- | ----------------------------------------------------- | ------------------------------------------------------------ | --------------------- | --- | ---------------- | ------------------------------------------------------------------------- |
| 1989                                   | La fuerza de los humildes                             |                                                              | Novela                | Elenco de apoio | Venezuela        | Venevision                                                                |
| 1990                                   | Adorable Mónica                                       | Rute                                                         | Novela                | Elenco de apoio | Venezuela        | Venevision                                                                |
| 1991                                   | Mundo de Fieras                                       | Luisa                                                        | Novela                | Elenco de apoio | Venezuela        | Venevision                                                                |
| 1991                                   | Bellísima                                             | Carla                                                        | Novela                | Elenco de apoio | Venezuela        | Venevision                                                                |
| 1992                                   | La Loba Herida                                        | Susana                                                       | Novela                | Elenco de apoio | Venezuela        | Venevision                                                                |
| 1992                                   | Divina obsesión                                       | Aurora                                                       | Novela                | Elenco de apoio | Venezuela        | Venevision                                                                |
| 1993                                   | Morena Clara                                          | Linda Prado                                                  | Novela                | Antagonista | Venezuela        | Venevision                                                                |
| 1993                                   | Rosangélica                                           | Karla                                                        | Novela                | Atuação Estrelar | Venezuela        | Venevision                                                                |
| 1994                                   |                                                       |                                                              | Novela                | | Venezuela        | Venevision                                                                |
| María Celeste                          | Selina Hidalgo                                        | Atuação Estrelar                                             | Novela                | | Venezuela        | Venevision                                                                |
| 1994-1995                              | Como tú, ninguna                                      | Gilda Barreto / Raquel Sandoval                              | Novela                | Protagonista/ Antagonista | Venezuela        | Venevision                                                                |
| 1996                                   | Quirpa de tres mujeres                                | Emiliana Echeverría Salazar                                  | Novela                | Protagonista | Venezuela        | Venevision                                                                |
| 1997                                   | Todo por tu amor                                      | Amaranta Rey                                                 | Novela                | Antagonista | Venezuela        | Venevision                                                                |
| 1998                                   | La usurpadora                                         | Paulina Martins Bracho / Paola Montaner Bracho               | Novela                | Protagonista | México           | Televisa                                                                  |
| 1998                                   | Más allá de La usurpadora                             | Paulina Bracho / Paola Bracho                                | Especial              | Protagonista | México           | Televisa                                                                  |
| 1999                                   | Por tu amor                                           | Aurora Montalvo / María del Cielo Montalvo                   | Novela                | Protagonista | México           | Televisa                                                                  |
| 2001                                   | La intrusa                                            | Virginia Martínez Roldán / Vanessa Martínez Roldán           | Novela                | Protagonista | México           | Televisa                                                                  |
| 2002-2003                              | La venganza                                           | Valentina Díaz / Helena Fontana / Valentina Valerugo Fontana | Novela                | Protagonista | Colômbia         | Telemundo                                                                 |
| 2004                                   | Prisionera                                            | Guadalupe Santos                                             | Novela                | Protagonista | Colômbia         | Telemundo                                                                 |
| 2005                                   | Numai Iubirea                                         | Naomi Watkins                                                | Novela                | Participação Especial | Roménia          | Pro2                                                                      |
| 2005-2007                              | Decisiones                                            | Mariela                                                      | Série/ Unitario       | Episódio: Un amor verdadero | Estados Unidos   | Telemundo                                                                 |
| 2005-2007                              | Decisiones                                            | Daniela                                                      | Série/ Unitario       | Episódio:A la tercera va la vencida | Estados Unidos   | Telemundo                                                                 |
| 2005-2007                              | Decisiones                                            | Victoria / Victorio                                          | Série/ Unitario       | Episódio:Impostor | Estados Unidos   | Telemundo                                                                 |
| 2006                                   | Tierra de pasiones                                    | Valéria Sán Román                                            | Novela                | Protagonista | Estados Unidos   | Telemundo                                                                 |
| 2010                                   | Soy tu dueña                                          | Ivana Dorantes Rangel                                        | Novela                | Antagonista | México           | Televisa                                                                  |
| 2011                                   | Emperatriz                                            | Emperatriz Jurado                                            | Novela                | Protagonista | México           | TV Azteca                                                                 |
| 2012-2013                              | La otra cara del alma                                 | Alma Hernández Quijano                                       | Novela                | Protagonista/ Antagonista | México           | TV Azteca                                                                 |
| 2014                                   | Siempre tuya Acapulco                                 | Fernanda Montenegro                                          | Novela                | Participação Especial | México           | TV Azteca                                                                 |
| 2018                                   | Heredadas                                             | Alma                                                         | Série/ Unitario       | Episódio: Alma Vida y corazón | México           | Produzido em 2012 pela TV Azteca e exibido em 2018 pelo canal Cine Latino |
| 2021                                   | Esta Historia me suena                                | Rosario                                                      | Série/ Unitario       | Episódio:Te aprovechas de mí | México           | Televisa                                                                  |
| 2021-2022                              | Si nos dejan                                          | Fedora Montelongo                                            | Novela                | Atuação Estrelar | México           | Televisa                                                                  |
| 2022                                   | Corazón guerrero                                      | Elisa Corzo de Sánchez / Frida / Elías Guerrero              | Novela                | Atuação Estrelar | México           | Televisa                                                                  |
| 2023                                   | Amores que engañan                                    | Elisa                                                        | Serie/Unitario        | Episodio: "Talento Roubado" | México           | Lifetime                                                                  |
| 2024                                   | Primate                                               | Tati                                                         | Serie                 | Participação Especial | Colômbia         | Prime vídeo                                                               |
| 2024                                   | Vivir de amor                                         | Mónica Rivero Cuéllar de Pastrana                            | Novela                | Antagonista | México           | Televisa                                                                  |
| Filmes: Curta metragem/ Longa Metragem |                                                       |                                                              |                       | |                  |                                                                           |
| 2018                                   | Los Pedidos de la Pasíon                              | Paola Montaner Bracho                                        | Campanha publicitária | Protagonista | México           | Amazon                                                                    |
| 2022                                   | La mejor Navidad                                      | Gloria                                                       | Longa metragem        | Protagonista | México           | Lifetime                                                                  |
| 2023                                   | La Usurpadora The musical                             |                                                              | Longa metragem        | Participação Especial | México           | Video Cine                                                                |
| 2024                                   | El Sabor de la Navidad                                | Erica                                                        | Longa metragem        | Protagonista | México           | Lifetime                                                                  |
| 2024                                   | Una Navidad Complicada                                | Leticia                                                      | Longa metragem        | Protagonista | México           | Lifetime                                                                  |
| 2027                                   | No hay Tiempo Perdido                                 |                                                              | Filme auto biográfico | Produtora | México           |                                                                           |
| Programas de Televisão                 |                                                       |                                                              |                       | |                  |                                                                           |
| 1992                                   | Miss Venezuela                                        | Ela mesma / Participante                                     | Concurso              | | Venezuela        | Venevision                                                                |
| 1997                                   | Bienvenidos                                           | Esterbina                                                    | Programa Humoristico  | Cosa del Idioma La tragedia mujeres,mujeres... Nino Frescobaldi Hombres, Hombres ... Asi son ellas...                                                                      | Venezuela        | Venevision                                                                |
| 2001                                   | La Hora Pico                                          | Lola cumbra hombres Tomasa Karina Algustina Matilde Lupe     | Programa Humoristico  | Atriz convidada | México           | Televisa                                                                  |
| 2011                                   | Confesiones de novela                                 | Ela mesma                                                    | Programa de TV        | Convidada | Estados Unidos   | Telemundo                                                                 |
| 2012                                   | Soy Tu Doble                                          | Ela mesma                                                    | Reality Show          | Juiza | México           | TV Azteca                                                                 |
| 2013                                   | Te Quiero México...Te Quiero Limpio                   | Ela mesma                                                    | Programa de TV        | Apresentadora 1° Temporada | México           | TV Azteca                                                                 |
| 2015                                   | Rica Famosa Latina                                    | Ela mesma                                                    | Reality Show          | Participação Especial | México           | Estrella TV                                                               |
| 2015                                   | Baila Si Puedes                                       | Ela mesma / Participante                                     | Reality Show          | Participante | México           | TV Azteca                                                                 |
| 2019 -2022                             | Más Noche                                             | Gabriela Spanic (Villana) La viuda de don Chema              | Programa Humoristico  | Episódio: Mi Villana Favorita Epsiódio: ¡Gaby Spanic se convierte en villana por cambiar un cheque! Epsiódio: La viuda de don Chema Lizárraga es sorprendida en el funeral | México           | Televisa                                                                  |
| 2019                                   | Teletón : Dinâmica ¿Quien es la máscara?              | Cornejo / Participante                                       | Programa de TV        | Participante | México           | Televisa                                                                  |
| 2020                                   | Dancing Wilth the stars - mindenki táncon Temporada 1 | Ela mesma / Participante                                     | Reality Show          | Participante | Hungria          | TV2                                                                       |
| 2021                                   | La casa de los famosos                                | Ela mesma / Participante                                     | Reality Show          | Participante | Estados Unidos   | Telemundo                                                                 |
| 2021                                   | Dancing Wilth the stars Temporada 2                   | Ela mesma                                                    | Reality Show          | Participante / Jurada | Hungria          | TV2                                                                       |
| 2022                                   | Recetas                                               | Ela mesma                                                    | Quadro culinário      | Apresentadora | México           | You Tube                                                                  |
| 2022                                   | Secretos de Villanas Tem 1                            | Ela mesma                                                    | Reality Show          | Participante | México           | Canela TV                                                                 |
| 2022                                   | Siéntese quien Pueda                                  | Ela mesma/ Apresentadora convidada                           | Programa de tv        | Apresentadora por uma semana | Estados Unidos   | Univision                                                                 |
| 2022                                   | Dancing Wilth the stars Temporada 3                   | Ela mesma/ Jurada                                            | Reality Show          | Artista convidada | Hungria          | TV2                                                                       |
| 2023                                   | Escuela Imparables                                    | Ela mesma                                                    | Reality Show          | Artista convidada | México           | E Entretanimant                                                           |
| 2023                                   | Me caigo de Risa                                      | Ela mesma                                                    | Reality Show          | Artista convidada | México           | Televisa                                                                  |
| 2023                                   | Top Chef Vip                                          | Ela mesma                                                    | Reality Show          | Participante | Estados Unidos   | Telemundo                                                                 |
| 2023                                   | Secretos de Villanas Tem 2                            | Ela mesma                                                    | Reality Show          | Participante | Estados Unidos   | Canela TV                                                                 |
| 2023                                   | Siéntese quien pueda                                  | Ela mesma                                                    | Programa de Tv        | Apresentadora convidada | Estados Unidos   | Univision                                                                 |
| 2023                                   | ¿Qué Dicen los Famosos?                               | Ela mesma                                                    | Programa de Tv        | Participante | Estados Unidos   | Telemundo                                                                 |
| 2024                                   | Secretos de Villanas Tem 3                            | Ela mesma                                                    | Reality Show          | Participante | México           | Canela TV                                                                 |
| 2024                                   | Siéntese quien pueda                                  | Ela mesma                                                    | Programa de Tv        | Apresentadora convidada | Estados Unidos   | Univision                                                                 |
| 2024                                   | Recetas                                               | Ela mesma                                                    | Quadro culinário      | Apresentadora | México           | You Tube                                                                  |
| 2024                                   | Programa Silvio Santos                                | Ela mesma                                                    | Programa de Tv        | Jurada/ Convidada | Brasil           | SBT                                                                       |
| Em pré Produção                        | Cocinando con Gaby Spanic                             | Ela mesma                                                    |                       | Apresentadora |                  | Televisa                                                                  |
| Em pré Produção                        | Escuela de Villanas                                   | Ela mesma                                                    |                       | Apresentadora |                  |                                                                           |

## Voz em Português
| Ano de exibição                                | Titulo em Português       | Personagem                                         | Dubladora          | Estúdio                 | Lugar de Dublagem | Emissora que exibiu                                | Dual Audio em Inglês                                                                           | Número de exibições                                                                                       |
| ---------------------------------------------- | ------------------------- | -------------------------------------------------- | ------------------ | ----------------------- | ----------------- | -------------------------------------------------- | ---------------------------------------------------------------------------------------------- | --- |
| 1997                                           | Maria Celeste             | Celina Hidalgo                                     | Tânia Gaidarji     | Megasom                 | São Paulo         | Band                                               |                                                                                                | 1 - Band 1 - Novelisima BR 1- TVI streamings:Atualmente está disponivel no Venevision +                   |
| 1999                                           | Caminhos do Amor          | Linda Prado                                        | Tânia Gaidarji     | Megasom                 | São Paulo         | Band                                               |                                                                                                | 1 - Band 1 - Novelisima BR 1- TVI streamings:Atualmente está disponivel no Venevision +                   |
| 1999                                           | A Usurpadora              | Paulina Martins / Paola Bracho                     | Sheila Dorfman     | Herbert Richers         | Rio de Janeiro    | SBT                                                | 8 - SBT 2 - TLN Network 1 - RTP1 1 - Viva streamings: Atualmente está disponivel no Globo play | |
| 1999                                           | Além da Usurpadora        | Paulina Martins / Paola Bracho                     | Sheila Dorfman     | Herbert Richers         | Rio de Janeiro    | SBT                                                | 3 - SBT 2 - TLN Network 1 - RTP1 1 - Viva streamings: Atualmente está disponivel no Globo play | |
| 2001                                           | Por Teu Amor              | Maria do Céu "Céu" Montalvo / Aurora de Montalvo   | Sheila Dorfman     | Herbert Richers         | Rio de Janeiro    | SBT                                                | 2 - SBT 1 - TLN Network                                                                        | |
| 2005                                           | A Intrusa                 | Virginia Martínez Roldán / Vanessa Martínez Roldán | Sheila Dorfman     | Herbert Richers         | Rio de Janeiro    | (Processo de Dublagem interrompido a mando do SBT) | - Dublagem Incompleta/ em situação de Lost Media                                               | |
| 2015                                           | Lembrando uma Vida        | Fernanda Montenegro                                | Andrea Ferraz      | Voxx Studios            | Estados Unidos    | Eva+                                               | A Love To Remember                                                                             | 1- Eva+                                                                                                   |
| 2015-2016                                      | A Dona                    | Ivana Dorantes                                     | Sheila Dorfman     | Wan Macher              | Rio de Janeiro    | SBT                                                | Woman of Steel                                                                                 | 3 - SBT 1 - TLN Network 2 - TLN Africa 1 - +Novelas : +SBT Streamings: atualmente está disponível no SBT+ |
| 2017                                           | Uma Alma, Duas Caras      | Alma Hernández                                     | Andrea Ferraz      | Voxx Studios            | Estados Unidos    | Eva+(Moçambique-2017)                              | The Other Side of the Soul                                                                     | 1- Eva+ 1 - Mega - Rádio & Televisão,SA streamings: Esteve disponivel na Amazon prime video e Pluto Tv    |
| 2021-2022                                      | Uma Alma, Duas Caras      | Alma Hernández                                     | Andrea Ferraz      | Voxx Studios            | Estados Unidos    | Eva+(Moçambique-2017)                              | The Other Side of the Soul                                                                     | 1- Eva+ 1 - Mega - Rádio & Televisão,SA streamings: Esteve disponivel na Amazon prime video e Pluto Tv    |
| Mega - Rádio & Televisão,SA(Moçambique - 2021) | Uma Alma, Duas Caras      | Alma Hernández                                     | Andrea Ferraz      | Voxx Studios            | Estados Unidos    |                                                    | The Other Side of the Soul                                                                     | 1- Eva+ 1 - Mega - Rádio & Televisão,SA streamings: Esteve disponivel na Amazon prime video e Pluto Tv    |
| Amazon prime video (ondemand 2021-2022)        | Uma Alma, Duas Caras      | Alma Hernández                                     | Andrea Ferraz      | Voxx Studios            | Estados Unidos    |                                                    | The Other Side of the Soul                                                                     | 1- Eva+ 1 - Mega - Rádio & Televisão,SA streamings: Esteve disponivel na Amazon prime video e Pluto Tv    |
| Pluto Tv(ao vivo e on demand 2022)             | Uma Alma, Duas Caras      | Alma Hernández                                     | Andrea Ferraz      | Voxx Studios            | Estados Unidos    |                                                    | The Other Side of the Soul                                                                     | 1- Eva+ 1 - Mega - Rádio & Televisão,SA streamings: Esteve disponivel na Amazon prime video e Pluto Tv    |
| 2021                                           | Se nos Deixarem           | Fedora Montelongo                                  | Shallana Costa     | Alcateia Audiovisual    | São Paulo         | Zap Novelas(Moçambique)                            | If They Let Us                                                                                 | 1 - SBT 1 - Zap Novelas 1 - TLN Africa                                                                    |
| 2022                                           | Se nos Deixarem           | Fedora Montelongo                                  | Shallana Costa     | Alcateia Audiovisual    | São Paulo         | Tlnovelas Africa                                   | If They Let Us                                                                                 | 1 - SBT 1 - Zap Novelas 1 - TLN Africa                                                                    |
| 2022                                           | Se nos Deixam             | Fernanda Montelongo                                | Sheila Dorfman     | Rio Sound               | Rio de Janeiro    | SBT                                                | If They Let Us                                                                                 | 1 - SBT 1 - Zap Novelas 1 - TLN Africa                                                                    |
| 2022                                           | O melhor Natal            | Gloria                                             | Adriana Pissardini | Centauro Comunicaciones | São Paulo         | Lifetime                                           |                                                                                                | É constantemente exibida pelo canal por assinatura. Streamings: SBT+                                      |
| 2023                                           | Amores que Enganam        | Elisa                                              | Sheila Dorfman     | Centauro Comunicaciones | São Paulo         | Lifetime                                           | É constantemente exibida pelo canal por assinatura. Streamings: SBT+                           | |
| 2023                                           | A Intrusa                 | Virginia Martínez Roldán / Vanessa Martínez Roldán | Sheila Dorfman     | Som de Vera Cruz        | Rio de Janeiro    | Globo Play                                         | Streamings: Atualmente está disponivel no Globo play                                           | |
| 2024                                           | Primata                   | Tati                                               | Paula Barros       | Marmac Group            | São Paulo         | Prime Video                                        | Primate                                                                                        | Streamings: Atualmente está disponivel no Amazon prime video                                              |
| 2024                                           | Uma dose de Amor no Natal | Erica                                              | Sheila Dorfman     | Centauro Comunicaciones | São Paulo         | Lifetime                                           |                                                                                                | Exibidos no canal                                                                                         |

## Teatro
| Ano       | Título                 | Personagem          | Nota              |
| --------- | ---------------------- | ------------------- | ----------------- |
| 2016–2018 | Un Picasso             | Miss Fisher         | Teatro de la anda |
| 2018–2019 | Divinas                | La Viuda / La tonta | Gira por países   |
| 2022      | Monologos de la vagina | Mujer               | Miami             |
| 2025      | Brujas (Entre Mujeres) | Luisa               | Gira por países   |

### 2016-2018:Un Picasso
No ano de 2016 Gabriela Spanic integrou a peça "Un Picasso" juntamente com o ator veterano Ignacio Lopez Tarso, substituindo a então também Atriz Aracely Arambulla vivendo "Miss Fisher". A peça ficou em cartaz entre 2016 até o início de 2018 no teatro "Teatro San Jerónimo", Gabriela foi elogiada pela imprensa e pelos meios mexicanos e internacionais pelo seu desempenho na peça, chegando a receber o prêmio em 2017 pela "Agrupación de Periodistas Teatrales" como a peça do ano. Em 11 de março 2017, a peça chegou a cumprir 350 apresentações no México, nessa ocasião foram convidados os atores Chantal Andere e Mark Tacher como os padrinhos da placa comemorativa. A peça ainda chegou a fazer umas giras pelo país e fora dele, 11 cidades e ainda vários países como Chile, Paraguai, Estados Unidos, Guatemala e Costa Rica

### 2018-2019: Divinas
No final de 2018 Gabriela foi anunciada na peça teatral "Divinas" juntamente as atrizes Ana Patrícia Rojo, Patricia Manterola, Scarlet Ortiz, Sonya Smith, Jessica Coch, Alicia Machado, Laura Carmine, Leticia Calderón, Lupita Ferrer e Sherlyn González. A peça é composta de monólogos os quais tocaram o de "La Viuda" e o de "La Tonta", a peça gira em torno de quatro “Divinas” e feministas por natureza são as principais encarregadas de encarnar na mulher, e demonstrar com expressão como se ama, se odeia, se inveja e se deseja .
O espetáculo "Divinas" mostra que a vida vai além de uma fralda, um bule de chá e uma cozinha bem arrumada... como eles fazem isso ... através de risos e situações cômicas sempre a partir daquele erotismo eterno que eles instintivamente possuem . O sexo como carta de apresentação e o drama hilário são mais desagradáveis.A obra chegou a fazer apenas duas semanas de apresentações, e é caracterizada por fazer apenas giras por vários países como Peru, Estados Unidos, Equador entre outros.

### 2020-2022:"¡Ay por favor! La Usurpadora" e "Monólogos de la vagina"
Após o fim da peça "Divinas" em agosto de 2019, Gabriela Spanic anunciou no início de 2020 sua volta em mais um projeto teatral, que levou o nome de "¡Ay por favor! La Usurpadora", segundo a mesma, a peça consiste no monólogo onde parte de uma proposta onde estariam oferecendo a ela uma quantia milionária para fazer "A Usurpadora" novamente, nesta peça segundo a mesma, vai interpretar 3 personagens, a peça sairá por gira por vários países como: Venezuela, Estados Unidos, Brasil e Paraguai.
Em 13 de março de 2020 foi anunciado que as turnês da peça foram suspensas por tempo indeterminado devido a crise global causada pelo novo coronavírus (COVID-19) como forma de poupar a atriz e a equipe e que, consequentemente, as giras seram remarcados.
Após adiar a peça varias vezes, aatriz através de seus stories no Instagram revelou no dia 2 de abril de 2022 que a peça não iria mais acontecer, devido sua mudança de agência de marketing, sendo que os roteiros escritos da mesma pertenciam ao seu antigo manager Daniel Ferrer, assim como a anterior "Divinas", provocando assim no cancelamento definitivo da obra e de suas giras por toda a América Latina.
Em 2022 após sua peça anterior ter sido cancelada por definitivo, Gaby Spanic volta aos teatros após 3 anos, fazendo uma participação em uma das funções da adaptação "Monólogos de la vagina", o espetáculo que está em cartaz em Miami onde a cada fim de semana o elenco muda.

### 2025- presente:"Brujas"
Em meados de 2025, Gabriela Spanic encabeça junto com Lorena Herrera, Cecilia Galliano, Dalilah Polanco, Verónica Montes, Sabine Moussier e Bárbara Torres a obra de teatro "Brujas", comédia teatral que inicia sua nova temporada em breve.
Assim como ocorreu com a peça "Divinas", "Brujas" seguirá a temática de giras, contando com várias turnês dentro do México e em outros países.

## Discografia

### 2004-2005: Gabriela Total
O nome refere-se ao projeto de Gaby em 2005, que inclui produtos relacionados à atriz. São eles:
- Calendário: Calendário de 2005 com fotos únicas da atriz. A maioria das fotos foi tirada em Miami, Nova York , Las Vegas , Los Angeles e Porto Rico, especificamente para o calendário.
- CD: CD de áudio com 10 - na sua maioria baladas e pop - contém uma série realizada pela atriz - gêneros. Isso inclui processamento e composição própria.
  - DVD: inclui uma seleção de entrevistas e videoclipes no DVD.

### 2005-2013: Mejorando Tu Vida con Gabriela Spanic, Singles e Hiatos
Parte de seu projeto "Gabriela Spanic Total", a atriz lançou o DVD do qual foi lançado em 2 volumes, sendo um em 2005 e outro em 2006, conta com uma rotina onde Gabriela Spanic ensina seus vários exercícios.
Após o lançamento do DVD em dois volumes , em sua faceta discográfica Gabriela Spanic participa da Gravação de 3 canções avulsas. Sendo elas, "Necessito tu tierra" e "Tierra de Pasiones", integrantes da novela de mesmo nome da última faixa em 2006. Ainda neste mesmo ano, participa do CD "Navidad Con Telemundo", cantando o single "Cascabel".
Após isso, Gabriela Spanic passa pelo periodo de hiato entre 2007-2009 sem novas canções, apenas interpretando em programas de Tv as faixas de seu albúm "Gabriela Total 2005".
Em 2009, grava ao lado do cantor americano Alex Band a canção "Donde quiera que vayas yo iré", uma versão em espanhol da canção “Wherever You Will Go”, sendo esta lançada oficialmente somente em 2016.
Após isso, Gabriela Spanic passa por outro hiato entre 2010-2013 sem novas canções ou discos. Nesse meio tempo realizou algumas apresentações cantando músicas de seu primeiro albúm. Em uma ocasião interpretou a canção "Señora Señora" em homenagem a Virgem de Guadalupe, dentro de um programa de fim de ano transmitido pela Tv Azteca em 2011.

### 2013-2015: En Carne Viva
Após um hiato na faceta como cantora, uma proposta de uma produtora de música saltou aos olhos de Spanic, onde procuravam uma mulher com uma personalidade forte, bonita e amada, Gabriela Spanic retorna a música com o álbum "En carne Viva" , quando recém lançado alcançou o sucesso que a empresa aspirava, ao ocupar o nono lugar na categoria de álbuns mais vendidos no Brasil. Neste mesmo projeto, houve canções regravadas de seu outro projeto discográfico e de algumas novelas cujo participou. Atualmente, Spanic chegou a lançar um clipe com a música que leva o nome do álbum.

### 2016-2017:Gaby Spanic Greatest Hist
Após o lançamento do CD "En carne Viva", Gaby Spanic firmou com a Sony Music Brasil em parceria com Blast Stage Records para lançar o seu Greatest Hist, contando com regravações de ambos os CDs, a mesma chegou a fazer uma turnê no ano de 2017 para divulgar o projeto. Além de lançar um clipe, que se tratou da regravação de sua canção "Yo no soy de Nadie".

### 2018-2024: Pequenas parcerias e algumas apresentações
No presente período, Gabriela Spanic não lançou novos projetos fonográficos de sua autoria, entretanto realizou alguns shows de suas canções em variadas ocasiões, como em visitas em programas de TV, Boates e em paradas LGBTs.
Apesar de nos últimos anos declarar que pretende lançar um CD de cunho religioso,das faixas do disco, somente gravou a então inédita "Lista para Nuestro encuentro",que foi apresentada em algumas ocasiões em programas de TV.
Recentemente, colaborou em feats com Suelen Montero "Regresa a Mí" e "Se você liga, eu volto", ao lado de Gilmarques Araújo.

### 2025-presente: Greatest Hist 2, the World Tour
Após o hiato de 7 anos sem novos projetos discográficos, Gabriela Spanic assina pela segunda vez com Blast Stage Records com o intuito de realizar uma retomada em seu último projeto musical, sendo este uma extensão do que já havia realizado na década passada.
Gabriela anunciou o início de uma nova turnê musical, após algumas apresentações em estados no Mexico como veracruz e Monterrey; Sua Word Tour começará no Brasil em Agosto, tendo datas marcadas para São Paulo,Rio de Janeiro, João pessoa na Paraíba,Curitiba e Fortaleza no Ceará.
Nesta ocasião,anunciou o lançamento de um novo albúm, titulado "Gaby Spanic Greatest Hist 2 - Remix", que ao que tudo indica será o relançamento de toda sua discografia em formato de Remix. 
| Título | Formato      | Ano        |
| Clipes | Clipes       | Clipes     |
| --- | ------------ | ---------- |
| Yo no soy de Nadie | DVD/ Digital | 2005       |
| Chica TV | DVD/ Digital | 2005       |
| La negra Tiene tumbao | DVD/ Digital | 2005       |
| Te Amo a Tiempo | Digital      | 2012       |
| En Carne Viva | Digital      | 2017       |
| Donde quiera que Vayas, yo iré ft. Alex Band - LYRIC VIDEO | Digital      | 2017       |
| Yo no soy de Nadie - Regravação ft. Gilmarques Araújo | Digital      | 2017       |
| Sigles |              |            |
| Cascabel - Álbum Navidad Con Telemundo | Físico       | 2006       |
| Donde quiera que Vayas, yo iré ft. Alex Band | Digital      | 2016       |
| Yo no soy de Nadie - Regravação ft. Gilmarques Araújo | Digital      | 2017       |
| Eu Não sou de Ninguém - Portuguese version ft. Gilmarques Araújo | Digital      | 2021       |
| Se você liga, eu volto. - Gilmarques Araújo ft. Gabriela Spanic | Digital      | 2024       |
| Dime Amor que Bebes | Digital      | 2025       |
| Albuns |              |            |
| Gabriela Spanic Total | CD / Digital | 2005       |
| Mejorando Tu Vida Con Gabriela Spanic, Vol. 1 e 2 | DVD          | 2005- 2006 |
| En Carne Viva | CD / Digital | 2014       |
| Gaby Spanic Greatest Hits | CD           | 2016       |
| Gaby Spanic Greatest Hits - Volume 2 - Yo no soy de Nadie - Remix ft. Efb Deejays - Prisionera -Radio Edit ft. Robson Vidal, André Kostta - Prisionera - Extended ft. Robson Vidal, André Kostta - Prisionera ft. Robson Vidal, André Kostta | Em processo  | 2025       |

| Temas em Telenovelas      | Temas em Telenovelas  | Temas em Telenovelas | Temas em Telenovelas                  |
| Título                    | Telenovela            | Ano                  | Função                                |
| ------------------------- | --------------------- | -------------------- | ------------------------------------- |
| Necessito el Mar          | Como Tu Ninguna       | 1994-1995            | Apresentação de Gilda no Capitulo 109 |
| Prisionera                | Prisionera            | 2004                 | Trilha Sonora                         |
| Una tal guadalupe         | Prisionera            | 2004                 | Trilha Sonora                         |
| Tierra de Pasiones        | Tierra de Pasiones    | 2006                 | Tema de Abertura                      |
| Necessito tu Tierra       | Tierra de Pasiones    | 2006                 | Trilha Sonora                         |
| Toda de ley               | Tierra de Pasiones    | 2006                 | Trilha Sonora                         |
| Me dicen la marimacho     | Tierra de Pasiones    | 2006                 | Trilha Sonora                         |
| Tu Perdon le ruego a Dios | Tierra de Pasiones    | 2006                 | Serenata no capítulo 46               |
| canta canta canta         | Emperatriz            | 2011                 | Serenata no capitulo 69               |
| El Alma de Taxco          | La Otra Cara del Alma | 2012                 | Trilha Sonora                         |
| Tengo Fiebre              | La Otra Cara del Alma | 2012                 | Trilha Sonora                         |
| Si no te hubieras ido     | La Otra Cara del Alma | 2012                 | Serenata                              |